# ORAI3
ORAI3 (англ. ORAI calcium release-activated calcium modulator 3) – білок, який кодується однойменним геном, розташованим у людей на 16-й хромосомі. Довжина поліпептидного ланцюга білка становить 295 амінокислот, а молекулярна маса — 31 499.
| 10         |  | 20         |  | 30         |  | 40         |  | 50         |
| ---------- |  | ---------- |  | ---------- |  | ---------- |  | ---------- |
| MKGGEGDAGE |  | QAPLNPEGES |  | PAGSATYREF |  | VHRGYLDLMG |  | ASQHSLRALS |
| WRRLYLSRAK |  | LKASSRTSAL |  | LSGFAMVAMV |  | EVQLESDHEY |  | PPGLLVAFSA |
| CTTVLVAVHL |  | FALMVSTCLL |  | PHIEAVSNIH |  | NLNSVHQSPH |  | QRLHRYVELA |
| WGFSTALGTF |  | LFLAEVVLVG |  | WVKFVPIGAP |  | LDTPTPMVPT |  | SRVPGTLAPV |
| ATSLSPASNL |  | PRSSASAAPS |  | QAEPACPPRQ |  | ACGGGGAHGP |  | GWQAAMASTA |
| IMVPVGLVFV |  | AFALHFYRSL |  | VAHKTDRYKQ |  | ELEELNRLQG |  | ELQAV      |

A: Аланін

C: Цистеїн

D: Аспарагінова кислота

E: Глутамінова кислота

F: Фенілаланін

G: Гліцин

H: Гістидин

I: Ізолейцин

K: Лізин

L: Лейцин

M: Метіонін

N: Аспарагін

P: Пролін

Q: Глутамін

R: Аргінін

S: Серин

T: Треонін

V: Валін

W: Триптофан

Кодований геном білок за функцією належить до фосфопротеїнів. 
Локалізований у мембрані.